# Sorea (grupa hotelowa)
Sorea spol. s r.o. – słowacka grupa hotelowa.
Jest największą słowacką grupą hotelową. Powstała w 1993. W 2023 skupia 14 hoteli o łącznym potencjale 3.800 łóżek. Hotele znajdują się w różnych regionach Słowacji: w Tatrach Wysokich, w Niżnych Tatrach, w Ľubovnianskiej kotlinie, Pieszczanach i Bratysławie. Baza powstała poprzez stopniową przebudowę poszczególnych obiektów hotelowych, jak również ich modernizację. Z usług grupy korzysta około 100.000 klientów rocznie, z czego ponad połowa to krajowi. Grupa oferuje usługi takie jak wczasy rodzinne, pobyty rehabilitacyjno-wypoczynkowe w uzdrowiskach, pobyty regeneracyjne, kuracje relaksacyjne, wycieczki grupowe, wycieczki fakultatywne czy organizację imprez integracyjnych.
W 2019 grupa uzyskała nagrodę Business Superbrands 2019, a także nagrodę Slovak Business Superbrands Award w 2017, 2018 oraz 2019.